# 旅立ちの日に
『旅立ちの日に』（たびだちのひに）は、1991年（平成3年）に埼玉県の秩父市立影森中学校の教員によって作られた合唱曲である。作詞は当時の校長であった小嶋登、作曲は音楽教諭の高橋浩美（旧姓・坂本）による。編曲は、松井孝夫他、複数の作曲家によるものがあり、原曲および混声三部版は変ロ長調、同声二部版・混声四部版は変ロ長調またはハ長調、同声三部・女声三部版はハ長調である。2000年代以降、卒業ソングの定番として認知されている。

## 概要

### 歌の誕生まで
秩父市立影森中学校の校長だった小嶋登は当時、荒れていた中学校を矯正するため「歌声の響く学校」にすることを目指し、合唱の機会を増やした。最初こそ生徒は抵抗したが、音楽科教諭の坂本浩美と共に粘り強く努力を続けた結果、歌う楽しさによって中学校の雰囲気は明るくなった。
「歌声の響く学校」を目指して3年目の1991年（平成3年）の2月下旬、音楽科教諭の坂本は「歌声の響く学校」の集大成として、「卒業する生徒たちのために、何か記念になる、世界に一つしかないものを残したい！」という思いから、作詞を小嶋に依頼した。その時は「私にはそんなセンスは無いから」と断られたが、翌日、坂本のデスクに書き上げられた詞が置かれていた。その詞を読んだ坂本は、「なんて素適な言葉が散りばめられているんだ。感激した！」とラジオ番組への手紙で当時を振り返っている。その後、授業の空き時間に早速一人で音楽室にこもり、楽曲の制作に取り組むと、旋律が湧き出るように思い浮かび、実際の楽曲の制作に要した時間は15分程度だったという。
完成した曲は、「3年生を送る会」で教職員たちから卒業生に向けてサプライズとして歌われた。この年度をもって小嶋は41年に及ぶ教師生活の定年を迎えて退職したため、小嶋が披露したのはこれが最初で最後となった。元々はこの1度きりのために作られたはずだったが、その翌年からは生徒たちが歌うようになった。
作詞者の小嶋は2011年1月20日に80歳で死去したが、同年11月14日に『旅立ちの日に』が誕生から20年の節目となることを踏まえ、作曲者の坂本と共に、埼玉県より「彩の国特別功労賞」（同賞創設以来4番目）が贈呈された。

### 卒業式の定番曲に
『旅立ちの日に』が完成してしばらくは秩父市立影森中学校だけで歌われた合唱曲であったが、次第にまわりの小中学校でも歌われるようになった。当時東京都の中学校で音楽教諭を務めていた作曲家の松井孝夫は、この曲を知ると混声三部合唱への編曲を行った。これが音楽之友社の雑誌『教育音楽』に取り上げられたことで、1998年頃までに全国の小中学校で歌われるようになった。さらには、2004年3月に『情報ライブ EZ!TV』で取り上げられたことや、2007年にSMAPが出演するNTT東日本のCMソングに起用されたのをきっかけに、小中学校の卒業式で定番のように歌われていた『仰げば尊し』や『巣立ちの歌』、『贈る言葉』などを抜き、全国で最も広く歌われる卒業式の歌となった。

## プロ歌手などによる歌唱

### 本曲をタイトル曲とするシングル
- 芹洋子が2005年3月24日にシングルを発売した（イ長調）。
- フォーク・デュオのトワ・エ・モワが2006年11月22日にシングルを発売した（カップリングは「未来へ」）。同年1月18日に発売したアルバム『プライムセレクション 白鳥英美子&トワ・エ・モワ』にも収録している。
- redballoonが2008年3月5日に通算5枚目のシングルとして発売した。アルバム『EVER BLUE』（同年9月24日発売）にも収録している。また、シングル「青春の詩」（同年9月10日発売）には「〜KAG mix〜バージョン」が収録されている。
- さくら学院が2012年2月15日に通算3枚目のシングルとして発売した。アルバム『さくら学院 2011年度 〜FRIENDS〜』（同年3月21日発売）にも収録している。『さくら学院 2012年度 〜My Generation〜』（2013年3月13日発売）には「〜J-MIX 2012〜バージョン」が収録されている。また、YouTubeでミュージック・ビデオが公開されている[9][10]。

#### redballoonのシングル

##### 収録曲
1. 旅立ちの日に
作詞：小嶋登、作曲：坂本浩美、編曲：河野圭
2. FLY
作詞・作曲：村屋光二、編曲：河野圭
3. 旅立ちの日に (オリジナル・カラオケ)
作詞：小嶋登、作曲：坂本浩美、編曲：河野圭

#### さくら学院のシングル
初回限定盤（UPCH-9716）、通常盤（UPCH-5734）の2種類が発売された。

##### 収録曲
- 通常盤・初回盤共通

1. 旅立ちの日に
2. 旅立ちの日に 〜J-MIX〜
3. Planet Episode 008
4. 旅立ちの日に (inst)
5. 旅立ちの日に 〜J-MIX〜 (inst)
6. Planet Episode 008 (inst)

- 初回限定盤DVD（ミュージック・ビデオ）

1. 旅立ちの日に
2. 旅立ちの日に 〜J-MIX〜

### アルバム収録やシングルのカップリング
- 岡本知高 - 2005年11月16日発売のアルバム『旅立ちの日に』に、独唱及び中学生による混声合唱バックコーラス付きの2つのバージョンが収録されている。合唱バージョンは2007年1月13日発売のベスト・アルバム『ソプラニスタ・ザ・ベスト』にも収録されている。
- ダークダックス - 2006年10月4日発売のアルバム『遼遠（りょうえん）・謡遥（ようよう）・半世紀』に収録。発売後はリサイタルでのレパートリーとしている。元メンバー故・高見沢宏の最後の録音音源となった。
- 外川陽子 - 2007年2月14日発売のシングル「Together」のカップリング曲。（ト長調）。
- 井上あずみ - 2007年12月19日発売 のアルバム『出会いと旅立ちの歌』に収録。
- MARIA - 2008年2月6日発売のシングル「ゆらり桜空…」のカップリング曲。編曲は明石昌夫で、原曲のイメージを壊さない程度にややロック調になっている。
- ジェイド・イン（中国人女性歌手） - 2008年2月2日発売のインディーズ・デビューアルバム『七彩音色〜なないろねいろ〜Prologue』に収録。
- 秋川雅史 - 2008年4月2日発売のアルバム『千の風になって〜一期一会〜』に収録。
- 中孝介 - 2008年4月9日発売のシングル「春」のカップリング曲。
- citron - 2011年5月11日発売のアルバム『うたえるBOSSA』に収録。
- ツヅリ・ヅクリ - 2013年12月23日発売のアルバム『カバー・ヅクリ』に収録。
- 海上自衛隊東京音楽隊 / 三宅由佳莉 - 2015年3月4日発売のアルバム『希望〜Songs for Tomorrow』に収録。
- 陸上自衛隊中部方面音楽隊（ソプラノ：鶫 真衣　指揮：柴田昌宜） - 2020年6月3日発売のアルバム『そして、未来へ』に収録。

### その他
- 上述のようにSMAPが2007年にNTT東日本のCM曲として歌った。ただし、CDとしては発売されず、音楽配信のみとなっている。
- 2011年9月24日放送のテレビアニメ『日常』第26話にて、東雲なの（古谷静佳）、はかせ（今野宏美）、阪本さん（白石稔）、相生祐子（本多真梨子）、長野原みお（相沢舞）、水上麻衣（富樫美鈴）が歌ったものがエンディング主題歌として用いられた。同年10月5日発売のアルバム『「日常」の合唱曲』に収録されている。
- 2012年8月21日放送のTBSテレビ『火曜曲!』にて、AKB48が同月27日にグループを卒業する前田敦子に向けて歌唱した。音源としての発売はない。
- Little Glee Monsterがテレビ番組内で複数回歌唱している。いずれもCD等の音源としての販売はないが、YouTubeの同グループの公式チャンネルには、以前行われたライブで歌唱している模様が掲載されている。
  - 2017年3月22日フジテレビ系列で放送[注 2]の音楽特番『2017 FNSうたの春まつり』にて、大分県国東市の中学校で行われていた卒業生を送る会にサプライズ登場し、卒業生に向けて歌唱する模様を放送した[13]。
  - 2019年3月21日TBSテレビ系で放送の音楽特番『CDTVスペシャル!卒業ソング音楽祭2019』にて、事前募集した今春各学校を卒業した生徒らと共に合唱する企画を行った[注 3]。
  - NHK総合テレビで2020年3月24日放送[注 4]の特別番組『#みんなの卒業式』にて、スタジオ内で歌唱した。
- RiRiKAがテレビ東京系『THEカラオケ★バトル』2017年10月18日の放送の「2017年間チャンピオン決定戦」で歌唱。99.362点を獲得[14]。
- MELOGAPPAが自身のYouTubeチャンネル内で「合唱曲シリーズ」の一つとして複数回歌唱している[15]。通常の歌唱のほか、独自に短調へアレンジしたバージョンも公開している。
- 2021年の映画『そして、バトンは渡された』の卒業式のシーンで、この曲が使用されている。

## 秩父市におけるモニュメントなど
- 影森中学校の校内に、卒業式の歌『旅立ちの日に』歌碑がある。
- 秩父ミューズパークには、「旅立ちの丘」として展望デッキを備えた施設があり、影森中学校の生徒によるコーラスが流れる仕掛けになっている。旅立ちの丘（秩父ミューズパーク）

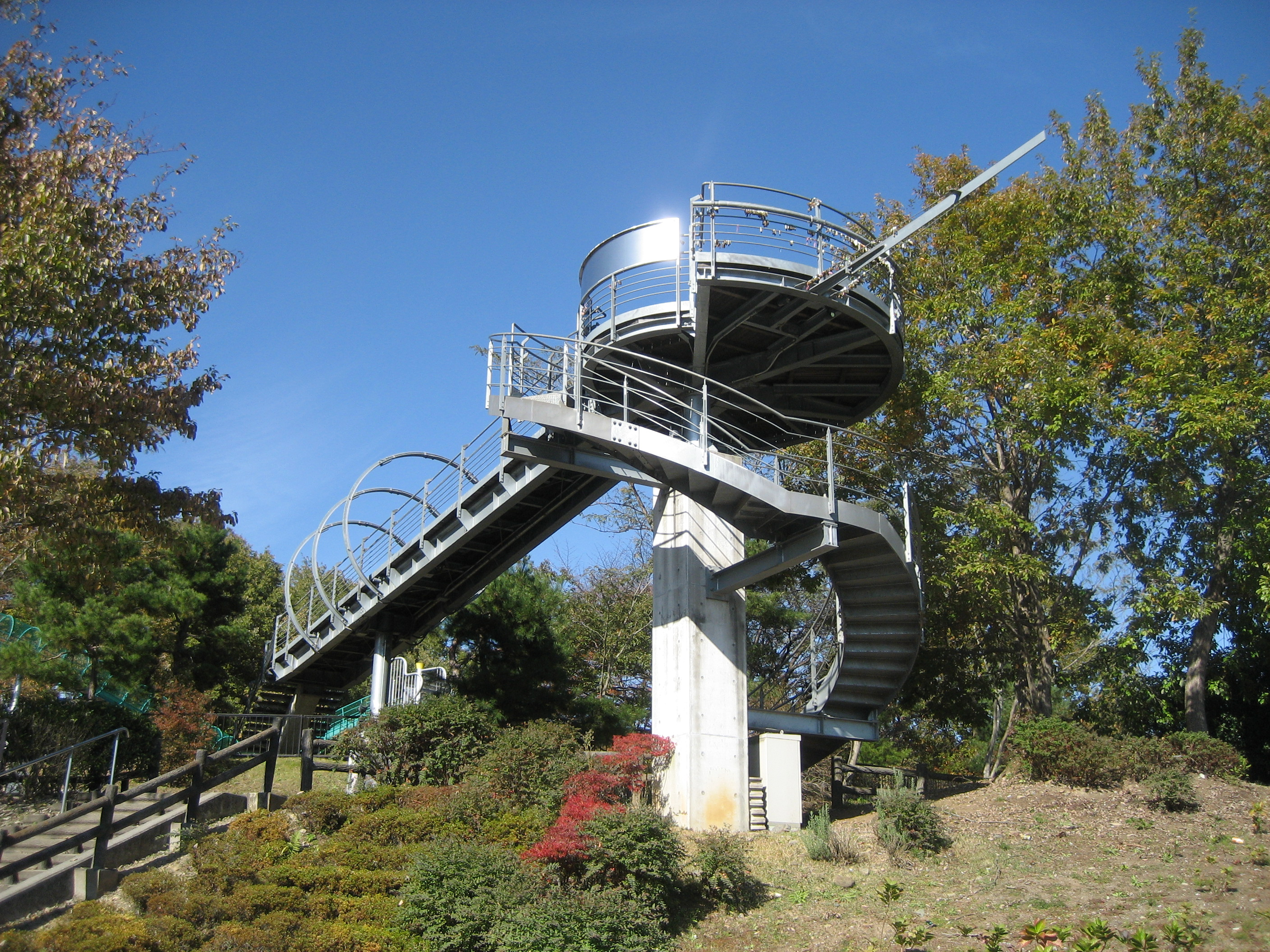
旅立ちの丘（秩父ミューズパーク）

- 3月の1か月間、秩父市内の防災放送で午後12時にこの曲のオルゴールバージョンが演奏される。

### 発車メロディへの採用
西武鉄道が2016年11月27日、秩父市野坂町の西武秩父駅の発車メロディをこの曲に変更した。この日は作曲や編曲を担当した関係者たちが出席して記念セレモニーも行われ、発車メロディの変更を祝った。発車メロディは5秒間。2、3番ホームではサビの最後のメロディが、1番（特急）ホームではリードのメロディが流れる。西武秩父駅は、西武鉄道としては影森中学校に一番近い駅である。なお、影森中学校の最寄り駅は秩父鉄道影森駅である。2024年12月に放送装置が更新され、音程が高くなった。